# 終末のハーレムの用語
終末のハーレムの用語（しゅうまつのハーレムのようご）は、LINK（原作）・宵野コタロー（作画）による漫画作品『終末のハーレム』、および同作を原作としたメディアミックス作品に登場する用語の一覧。

## 用語
コールドスリープ (cold sleep)
いわゆる冷凍睡眠。作中世界では、機械化が進むことによって一般市民にも普及した技術の1つであり、専用の液体による低温下に置くことで生命活動を極限まで抑制し、身体の現状を維持するために用いられる。2040年時点では細胞硬化症に罹患したナンバーズがAIによる特効薬の開発期間を稼ぐため、新都心第三病院などの大病院に設置されたコールドスリープ機にて、5年間のコールドスリープに入っている。
MKウイルスが発生した後には特効薬やワクチンの開発時間を稼ぐため、100万人から500万人ほどの男性たちがコールドスリープに入っているが、その低温環境下でもMKウイルスはゆっくりと活動し続けられるため、あと1年足らずで死亡すると予想されている。
- テレビアニメ版でのコールドスリープ機のデザインは、コレサワシゲユキが担当している。原作では足元にかけて細くなる楕円筒状の据え置き型カプセルとして登場するだけで詳細は不明のままだったが、テレビアニメ版では作中での重要さを踏まえ、「SF感を出しつつも地に足の着いた設定」のもと、半円筒状のシリンダーとして設置部屋共々変更されているほか、第1話で高木が閲覧する「ベッドシリンダ」「脳波バイタルユニット」「バイタルインジケータ」などの各部が詳細に設定されており、バイタル系のモジュールとストレッチャー部分が分離する構造になっている。
- コレサワは設定を3Dでデザインし、3Dプリンターで出力した模型まで作ってくれたため、監督の信田ユウはシリンダーの動きも再現されているその模型で作画スタッフにも動かしながら説明でき、重宝したという。また、コレサワは画面のテキストや画像も医療関係者による協力のもと、丁寧に作成したと述べている。さらに、信田はテックレベルや経済圏といった加工技術の制約を把握してデザインするのが手間もかかるが満足できるものになるとのコレサワの意見に、リアリティレベルをどこに取るかの打ち合わせを経て出力されたものは視聴者の想像の余地になってもらえるとの感謝を述べているほか、コレサワは信田と世界観を作る打ち合わせの際に作中世界のテクノロジー関連の話題で盛り上がったという。
- 現実世界でも、スペースワークス・エンタープライジズ社などで研究されている。

細胞硬化症（さいぼうこうかしょう、cellular sclerosis）
2040年時点でナンバーズが罹患した新種の感染症。当時の人類には脅威となっており、体調の悪化や身体の激痛を経て発症するうえ、放置すれば必ず死に至ることから、大病院へ入院する必要がある。
2045年時点ですでに製薬会社のAIが特効薬のレシピ開発に取りかかっていたが、それには数年間が必要だったため、コールドスリープに入ったナンバーズはやがて投与された特効薬によって全快すると同時に、偶発的にMKウイルスへの免疫を得ることとなった。
- 第1部では詳細が不明のままだったが、第2部では発症当時の陸の回想で医師から「細胞が段々硬くなる病気」と説明されている。また、テレビアニメ版では第1話で絵理沙が閲覧したスマートリングによる解説に、英語表記として「Cellular Sclerosis」のテロップが確認できるほか、各種情報として「アンドロゲン受容体」「多臓器不全」「初期症状 心臓」などのテロップも確認できる。

MKウイルス（エムケーウイルス、Male Killer Virus）
2040年終盤に発生した、新種のウイルス。男性にしか感染しないことから、「男殺しウイルス」の通称が付けられた。感染者は全身の細胞が3日間で死滅し、皮膚が紫色と化した後、全身の穴から血液を噴き出して惨死する。急速な空気感染によって地球全土にパンデミックを引き起こした結果、3か月で世界人口を半減させたうえ、2045年時点でも地球全土に蔓延して同様の猛威を持っている。
同時多発という状況から、2045年時点でさまざまな仮説が挙げられていたが、正体はUW世界本部の首脳陣が「男性絶滅計画」の布石として開発した人工ウイルスである。また、開発に際しては共生細菌のボルバキアに含まれるオス殺しの因子が、三賢者によって導入されている。
ワクチンの開発には、ウイルスの活動を安定させる結晶化が必要とされているほか、男性ホルモンを活性化させたナンバーズの体内へ免疫を上回る高濃度のMKウイルスを投与する必要があるため、怜人はロスアニアの特別研究施設にて自身を被検体とする実験に臨み、死の淵を経てワクチンの完成を迎えている。

- LINKは、ウイルス研究の専門家である友人から専門的なアドバイスを受けており、「もっともらしさ」を出すうえで助けられたため、コロナ禍によって感染症などに詳しい人が増えた現在（現実世界での2021年）から見ても、それなりに耐えられるものになっているという。
- テレビアニメ版ではエンディングや次回予告に回転するDNAが登場するが、これはコレサワがLightWave3Dとハイパーボクセルで超大判レンダリングしたものを、撮影で付けパンにしてもらっているという。

メイティング (mating)
作中世界における、ナンバーズとメイティング候補たちのセックスによる子作りの通称。呼称が「子作り」では直接的すぎると懸念した鬼原により、命名された。UW日本支部によって構築された「人口増加施策」でもあり、ナンバーズとメイティング候補たちへの侮蔑の意味を込める場合には「種付け」、形式張った意味を込める場合には「生殖行為」ともそれぞれ称される。
受胎を人工授精で行っても新生児が男児の場合はMKウイルスによって死亡するため、日本支部はMKウイルスへの免疫を持つ男児が誕生することを期待してメイティングに注力することとなった。なお、専属担当官が参加することも首脳陣は当初から想定かつ了承済みであり、2045年時点では寧々子が恭司と叶えている。
- 第1部の完結時点でも妊娠が成功する理由は不明のままだったが、第2部ではセックスが女性側のホルモンバランスにも影響していることが、花蓮の台詞で明かされている。
- 原作では連載時に一番過激なシーンを見せていないが、それでも人気は高いため、LINKはモロが無くても成立すると思っている。また、宵野もエロを描く場が単行本にあるため、連載時には思いっきり描けるという。
- シチュエーションや画面については、LINKから指定することもあれば、宵野に丸ごと考えてもらうこともあり、単行本でのオマケ漫画では前者が多いが、第10巻で各世代の翔太が登場したのは宵野によるアイデアという。
- 宵野は、昔からつちかってきた成人向け漫画のやり方と変わらず、注目ポイントを入れて見せたい表情や箇所をパズルのように組んでいく感じだと述べている。
- 信田は、テレビアニメ版ではメイティングシーンも含めて「お色気場面」のためにメインアニメーターを立てており、相手への思いや感情を表現してキャラクターや物語をより理解できるように作っていると述べている。

メイティング候補
メイティングのため、UW日本支部によって極秘で集められた女性たち。「若く健康で受胎に適する」として選りすぐられた美女ばかりであり、ナンバーズの顔やプロフィールを確認したうえでセックスを希望するため、強要はない。専属担当官の立てたスケジュールのもと、ローテーション制で「メイティングシフト」を守るよう命じられているが、メイティングの性質やナンバーズの立場ゆえに守れない姿も散見される。なお、需要の激減した芸能界から転身した者も少なからず含まれる。
集められた後には貧しい外界から一転して施設内での豊かで安全な生活が保障されるほか、妊娠した者は家族も同様に生活が保障される。
2049年現在では翔太とのメイティングを望む女性たちが中央庁舎でのオーディションに参加しているほか、厳しい選定を経て派遣されるハウスメイトが候補の役割も兼ねており、ハウスと称される各家庭にて1人もしくは複数人が男性1人と同棲している。
- 原作では恭司の候補たちや翔太の候補たちしか前職が描かれていなかったが、テレビアニメ版では怜人の候補たちについても美来の見せたタブレット端末などで各自の氏名や年齢、血液型やスリーサイズを明記したテロップに加え、前職として「status グラビアアイドル」（statusは、日本語で「社会的地位」を意味する）などのテロップが添えられているほか、候補によっては「♀ estrus」（estrusは、日本語で「発情期」を意味する）のテロップも添えられている。

ナンバー (No.)
MKウイルスへの免疫を持つうえにメイティングの要となる男性たち5人（恭司、怜人、翔太、善、陸）を、UW日本支部が「地球上で最も貴重な資源」や「人類希望の星」などと祭り上げる際の冠称。日本支部がUWの主導を握るための「武器」でもあり、総称ではナンバーズと呼ばれる。
メイティングについては候補たちから相手を選び放題であるうえ、一度に複数人と励んでも良い。また、候補たちに好みのタイプがいない場合には、日本支部が新たに用意してくれる。
なお、各自の苗字については、善が目覚めた後に次は「金」が含まれることが輝奈に予見されるなど、陰陽五行に沿ったものとなっている。
- 倫理学者の平尾昌宏には、物語序盤における怜人については「大げさに言えば、人類存続という正義と、絵理沙ちゃんに対する愛（横の相補型）の対立」と分析されている一方、恭司については「ここには愛はなく、火野君に求められるのは、女性たちを公平に扱うという、分配の正義」とも分析されている。
- ライター・ドラマ評論家の成馬零一には、「この世界の犠牲者」と表現される一方、快楽の園にいるために自分が阻害されていることが自覚できず、そのことがより本作のディストピア感を倍増させると評されている。
- テレビアニメ版では固有名詞を視聴者に音で判断されることを踏まえ、例えばNo.1を「ナンバーワン」と続けて発音するのではなく、「ナンバー」と「ワン」で分けて「ナンバー・ワン」と発音している。これは、続けて発音すると英語の文法において「1人目」ではなく「1位」を意味してしまうためであり、LINKも指摘されて初めて気づいたという。

リビダー
ナンバーズのうち、NOSEXの投与に遭わなかったために性欲を失っていない者たち。日本語訳では「性欲者」と表記される。2049年現在では翔太・善・陸が該当しており、MWの抹殺対象となっている。

専属担当官
ナンバーズをメイティングに励ませることを最重要任務とされ、彼らの世話を専属して担当する美女たち。すぐに着任できるわけではなく、「養成所」なる施設での研修を経て入念に育成される。
2045年時点ではUW日本支部の首脳陣のもと、ナンバーズのあらゆる求めに応じる代わりに一般職員よりも高い権限を与えられた寧々子・美来（後にマリア・麗亜）・花蓮が、恭司・怜人・翔太に身辺の世話や外界との接触を務めることを管理の名目として接するが、実質的には彼らを隠しカメラなどによる監視下に置いている。
2049年現在では翔太や花蓮による支配下のもと、政府から派遣された乃薔薇が陸に接する。実質的な監視下については、日本支部と同様である。
- 信田は、「美少女ゲームにおけるメインヒロインみたいなもの」「サービスシーンも多くはないが物語ではとても重要なキャラクター」とそれぞれ評している。

「メイティング計画」
UW日本支部の首脳陣がUW世界本部に無断で進めている計画。メイティングを主体としていること以外の全容は不明であるが、人類の救済よりも首脳陣の私利私欲を優先していることや、花蓮以外の者たちにはそういった暗部を明かさないまま、人類の救済や生活の保障を強調した崇高な内容を吹聴して賛同や参加を得ていることが、首脳陣や花蓮、メイティングに励む面々の台詞から示唆されている。
- 原作では第1部の完結時点でも全容は不明のままだったが、公式ガイドブックでは玲奈の解説文に「メイティング計画に賛同」、汐音の解説文に「メイティング計画に参加」とそれぞれ明記されている。また、マンガペディアが2022年2月5日に報じた本作のニュース記事では鬼原の解説文に「メイティング計画を実行するUW日本支部の国務長官」と明記されているほか、『メガミマガジン』2022年5月号（イード）では翔太と春歌・奈都・晶による保健室でのメイティングの解説文に「花蓮がプロデュースするメイティング計画」と明記されている。さらに、『メガミマガジンRX』Vol.12では玲奈の名前に「メイティング計画に取り込まれた女優」との説明文が添えられている。

「男性絶滅計画」
イザナミが初めての電波ジャック放送の際に暴露した、UW世界本部の計画。男性の存在を暴力・差別・戦争といった理不尽の源泉として断じ、完全に女性だけの理想郷を建設しようと、女性の遺伝子だけで単為生殖を経て出産する計画であり、MKウイルスの開発やパンデミックはその布石である。2040年以前から三賢者によって始動されており、2049年現在ではそれを実現させるための最後のピース「聖母の子宮」が完成されている。
なお、計画名が読者（視聴者）に明示されたのは、原作ではクロエがロスアニアへのミサイル攻撃を決意した時点であるが、テレビアニメ版ではUW日本支部への介入からまもない時点に早められている。

NOSEX（）
「男性絶滅計画」の一環としてレムが開発した、性欲消滅物質。MKウイルスにワクチンの開発過程で効力を現すように仕掛けられていたため、怜人たちに気づかれず世界中へ拡散される。その結果、2049年現在ではワクチンを投与された男性たちはおろかその開発過程で高濃度のMKウイルスを投与された怜人も、性欲や生殖能力を失った状態にある。
克服するには、ハブなどの毒ヘビから作る特別な蛇胆（）が必要である。また、九州に生えている特殊な薬草も必要である。
対NOSEX試薬は開発への着手から約半年を経て、桜が怜人の希望に応じてタブレット型の錠剤として完成を迎えており、彼が自身で試して効果を確認している。
- 「NOSEX」の名称は本作独自のものではなく、1971年にSF小説家のスタニスワフ・レムが発表した架空の書評集『Doskonała próżnia』（日本語翻訳版は『完全な真空』）にて紹介されている作品『Sexplosion』（日本語翻訳版は『性爆発』）に、人類から性欲を消失させて絶滅の危機をもたらした化学物質の名称として、すでに用いられている。

## 機器
成長促進器
被験者の肉体を短時間で成長させる機器。縦型のカプセル内の溶液に、被験者は酸素マスクを装着しただけの全裸で浸かりながら、仮眠状態で全身もしくは部位ごとの調整や処理を受ける。
視力の回復や傷の抹消、肌のアンチエイジングといった処理も同時に行えるほか、育成度合と成長速度も管理できるが、短時間で急成長させる場合や使用頻度が高い場合には内臓にダメージが生じることから、症状を緩和させるための調整が定期的に必要となる。
- コールドスリープ機と同様に作中での重要さを踏まえ、テレビアニメ版では縦型のカプセルであることこそ原作と同様であるものの、より描線の多いデザインへ変更されている。また、酸素マスクのほか、溶液の注入や排出の方法といった細部まで設定されている。
- レーシックやオルソケラトロジーに頼らず視力を回復できることについて、コレサワは夢の技術すぎると評したうえで実用化を願っている。

高速学習装置
被験者の脳に短時間で学習させる機器。機器内に被験者はヘッドマウントディスプレイ付きのヘルメットを装着して座りながら、脳に膨大な情報を刷り込ませて学習させる。
情報は定着するわけではないことから未使用時の映像学習も必要であるうえ、短期間かつ高頻度の利用は被験者の脳に高負荷がかかる。

聖母の子宮（マリアズウーム）
三賢者が太平洋上の孤島Xに構えた研究施設にて完成させた、MWの象徴にして「ヒト女性単性生殖システム」。三賢者の理想郷に必要な最後のピースであり、聖杯としても崇められる。
胎内と子宮を模した形状の無数の大型カプセルによって構成されており、クローンとは違う女性同士による遺伝子交配を実現させる。最初の被験者として選ばれたのはクロエであり、彼女に新たな女性を出産させた後にはナンバーズと彼らに寄り添う「反動的女性」たちを粛清すれば、理想郷は完成されるという手筈になっていた。構造上、クローンも製造可能である。

## 勢力
UW（ユーダブリュー、ユナイテッドウィメン、United Women）
女性による国際連盟。MKウイルスの脅威によってほとんどの国家が無政府状態に陥った際、事態を重く見た世界各国政府が全世界の統治権を委譲したことによって誕生した。
2045年時点で臨時政府を設立しており、アメリカ軍と同等で戦争を可能な軍も保有している。臨時政府は生き残って理性を保つ民間の女性たちを統制し、軍は親しい男性を失った絶望から暴徒と化した女性たちを鎮圧する。
加入した各国や各地域を完全管理下に置くなど絶対的な権力を持つことに加え、多々存在する難民たちにとっては資源を独占して不平等を発生させる独裁者であることから、非協力的な国家や反抗的な勢力が存在する。
翔太と花蓮の策略によってUW日本支部を掌握されたうえ、寧々子に率いられたリカら勇士たちの武装蜂起に遭って日本から追放された後、MKウイルスの首謀者として全世界からも敵視され、2046年には解体された。
UW日本支部
日本政府に代わって日本を統治しているUWの日本支部。東京の高層ビル群の1棟に「UW」のロゴを掲げて拠点を置いており、その内部では鬼原たち首脳陣5人が世界本部から離れて独自路線を歩もうと、極秘で「メイティング計画」を進めている。一般市民の統制については世界本部と同様であるものの、一般市民の国際通信を厳しく制限して日本を事実上の鎖国状態に置いているうえ、日本の法制度を改革するほどの権力も有している。また、芸能についても映画やドラマ、アニメなどの各種番組を管理しているほか、怜人の研究中や食事中の姿、彼へのインタビューなどで構成したドキュメント番組を、一般市民へのプロパガンダとして放送している。
翔太と花蓮に掌握された後は彼らの拠点となっており、2049年現在では「UW」のロゴを撤去されて棟名も「日本共和国中央庁舎」へ改名されている。
- 原作では拠点のビルは1棟として描かれていたが、テレビアニメ版ではコレサワによる新たなデザインのもと、「UW」のロゴが確認できる2棟と確認できない1棟から構成されるトライタワーとして描かれている。
- 信田は、テレビアニメ版でのドキュメント番組についてはワイドショー感を狙ってみたと述べている。

UW世界本部
北アメリカ大陸に存在し、UWの頂点に立つ部署。強い権力を持っており、各支部を監視しては強硬手段で従わせることもある。
第1部中盤には世界中からMKウイルスの研究関係者を集積させて特効薬の開発を目指していたことや、情報統制については日本支部以上に厳しいことが明かされていた。しかし、その裏では絵理沙曰く「女性の遺伝子だけで子供を産む計画」（後にクロエが明かすところの「男性絶滅計画」）を進めていた。
UWが解体された後はMWの拠点となっており、三賢者が引き続き総指揮を執っている。
- テレビアニメ版ではポープが日本へ渡航中の時点で航空機内からクロエと通信し、彼女も日本支部を内偵して確信したからこそポープに来日するよう命じた旨を答えるシーンが追加されるなど、原作よりも早く本性を現している。

MW（エムダブリュー、マリアズウーム）
UWの解体後、クロエがUW世界本部にて男性嫌いの過激派を率いて再編した組織。日本語訳では「聖母の子宮」と表記される。挨拶は「子宮」を意味する英語の語句「WOMB」を合言葉としており、身分の格差に関係なく子宮の形状を模した姿勢で行う。
2049年現在では、男性の性欲が数多の不幸を作ってきたという信念のもと、UW当時から進めてきた「男性絶滅計画」をより進めようと画策しており、日本にも一派を海上から潜入させている。その手段は巧妙にして大胆であり、中央庁舎に事務員として潜入させていた者に自爆テロすら行わせている。また、花蓮の不在中の混乱に乗じて潜入者を増やしているほか、市街地へのミサイル攻撃も辞さないまでに暴走している。拠点の1つとして、X島の研究施設に「聖母の子宮」を完成させていたが、三賢者がクロエに殺害されたことによって組織は崩壊し、花蓮が翔太にも明かさずすべてを掌握する。

イザナミ
世界各地に存在するさまざまな反UW勢力のうち、日本にて蜂起した集団。日本だけで活動するのはリスクがあるため、拠点は「村」の存在する新潟県だけではなく複数の場所に構えており、台湾もその1つである。また、UWによる支配への抵抗という目的については一致しているものの、数少ない男性たちの処遇を含むこれからの世界のあり方については一枚岩ではなく、絵理沙や光らの派閥と輝奈らの派閥に分かれている。
- LINKは、新興宗教団体と性的なものには密接な関係があることから、本作では絶対に描くべきことと楽しく考えて登場させたが、それほど多くの読者には響かなかったという。

男性復帰派（仮）
イザナミのうち、MKウイルスの特効薬を開発してコールドスリープ中の男性たちの復帰を目指す派閥。絵理沙や光らによって構成されており、怜人と合流した後には香港の反UW勢力と接触するなど、イザナギ派とは別行動（実質的には離反）に出る。
イザナギ派（仮）
イザナミのうち、ナンバーズを隷属させて原始的な社会の構築を目論む派閥。イザナミの主流を成しており、新たな教祖を望む輝奈らによって構成されている。
2049年現在では、2045年終盤に開始したイザナギ（善）との儀式（乱交）を経て、数多くの子供たちが誕生している。また、九州のほぼ全域を統治下に置いており、福江島や奄美大島も含む各地に点在する「村」には、コールドスリープから目覚めた男性たちも含めて各地から老若男女を集めているうえ、海岸には銃火器を装備した武装警備隊を配備している。NOSEXを克服できてはいないものの、「村」ではなおも儀式に励んで増え続ける善の子供たちを、皆で育てている。また、政府とは相互不干渉協定を結んでおり、MWによる襲撃にも自分たちのみで対処している。

香港の反UW勢力（仮）
九份にて絵理沙と再会した怜人に光が存在を明かした、中華圏の反UW勢力。香港に拠点を構えており、UWによる支配についてはイザナミと同様に反対している。

## 舞台
メイティングセンター
新都心第三病院でのコールドスリープから目覚めた怜人が、送迎車によって収容された施設。中央に所在しており、ナンバーズの存在を隠蔽して彼らにメイティングを進めさせるため、UW日本支部による管理下（実際には監視下）で設立されており、難民地区などの外界から隔離されている。
ナンバーズのために用意された快適な環境のもと、食事についても恭司の意見により、手作りの料理が提供されている。
- 原作では単に「施設」と称されていたが、公式ガイドブックへの収録に際してLINKが正式名称を設定した。また、外形についても原作では曲面で構成されたデザインだったが、テレビアニメ版では信田の「近未来っぽさを強めに」との意図を酌んだコレサワにより、直線で構成された機能的なデザインへ変更されているほか、原作でのデザインに準拠した個室についても詳細な斜め俯瞰図が設定されている。そのほか、送迎車についても原作では黒いリムジン仕様というだけで、第1部の完結時点でも詳細は不明のままだったが、テレビアニメ版ではそれ以外の4ドア専用車や護送車などの各種車両も、詳細にデザインされている。さらに、原作では怜人が「世界宣言」の後に鬼原から外出許可を得て使用していた研究施設についてもメイティングセンター内に存在するかのように描かれていたが、テレビアニメ版ではコレサワによる新たなデザインのもと、別の施設として正式名称の「UWウイルス感染症研究所」を明記したネームプレートや厳重な正門を含む全形が描かれている。
- LINKはお気に入りのシーンとして、怜人のメイティング候補たちが全裸で立ち並ぶシーンや、彼女たちのくつろぐ大浴場をマジックミラー越しに見るシーンを挙げている。

動物臨床実験研究所
朱音や翠との初対面を経た怜人が、その翌日に彼女たちや美来と共に訪れた施設。大学卒業後の絵理沙の元所属先でもある。内部ではクマなどの実験動物たちが飼育されているが、まもなくクマの檻の鍵は何者かによって破壊されたうえ、職員も気づくのが遅れたことから人払いが裏目に出てしまい、脱走したクマが怜人に襲いかかる事態となる。
- 原作では建物の一部が1コマ描かれただけに過ぎず、その後も台詞で「動物研究所」や「研究所」と呼称されるだけだったが、テレビアニメ版ではコレサワによる新たなデザインのもと、稼働実態を踏まえた正式名称の「動物臨床実験研究所」を明記したネームプレートや塀を含む全形が描かれている。
- LINKはお気に入りのシーンの1つとしてクマの登場シーンを挙げており、テレビアニメ版で同シーンが描かれた際には髙橋や信田も（他作品でもクマに縁があることから）インパクトの強さを挙げている。

難民地区
一般市民のうち、コールドスリープ中の男性たちとは無縁で難民となった女性たちが、UW日本支部による配給に頼りながら暮らしている地区。酷い箇所は建物も破損したままとなっており、女性たちの衣服も以前のような整然としたものではなくなっている。
MKウイルスが蔓延し始めた当初、情報の錯綜を経て暴徒と化した男性たちが発病しては死体と化して積み上げられ、感染拡大を防止するためにも火葬されていった。それが廃墟化を招き、難民地区を生じさせることとなった。
なお、放棄された地区（第15地区など）には、日本支部による監視から逃れられる通信網（アングラネット）が存在している。
- テレビアニメ版では信田の「管理が行き届かず荒廃した現在から残る街並み」との意図を酌んだコレサワにより、原作に描かれていなかった前時代の電線やゴミバケツも散見されるなど、2045年時点における国民の暮らしの格差を描く貧民街としてのデザインへ変更されている。
- LINKはお気に入りのシーンの1つとして、怜人の前に美来が跪いて女性たちとの子作りを求めるシーンを挙げている。
- 宵野は、出番が少ないのに作画で時間がかかって大変だったキャラクターとして、難民地区（内に立ち並ぶ難民ホーム）のおばさん（声 - 中根久美子）たちを挙げている。
- 配給に参加中の怜人を狙撃手が一画から対物ライフルで狙い、美々に背後から射殺されるシーンについて、コレサワはソフトターゲットに掠っても仕留められる威力を持つ対物ライフルを用いるのは良いが、スポッターもサポートも無しでは失敗して当然であり、テロリスト側の練度不足と評している。

慶門市（）
マリアが怜人・美来・麗亜・朱音・翠や護衛たちを引率し、リニアで向かったK県内の海浜都市。日本で最初にMKウイルスの犠牲者が出た場所でもある。
- LINKは読者に伝えたいことのためにキャラクターや設定を作るため、実は裏側まで詰めていないこともあり、テレビアニメ版の打ち合わせの際には信田や髙橋から施設の場所や距離などを尋ねられることが多かった。慶門市もその1つであり、LINKは「関東地方のどこか」というイメージしか持っていなかったうえ、宵野も「列車で移動しているから、日本海の方かなぁ」などと思っていたという。一方、信田は慶門市を観光地や中規模市街地が存在する場所と設定しており、首都圏と違って衰退や貧富差が少ないことについては、人力による維持を理由として挙げている。

慶門市立西高等学校（）
2040年時点で翔太が通っていた、男女共学の全寮制高校。鬼原には「学園」とも称される。エリート養成のために残された教育機関の1つであり、2045年時点でも運営されているが、実態は翔太専用のメイティングセンターに等しい。
後にイザナミによる爆破テロに遭い、破壊される。
- テレビアニメ版では信田の「作られた箱庭なので、いかに平和に見せるか」との意図を酌んだコレサワにより、外形こそ原作とほぼ同様であるもののより細かなデザインへ変更されているほか、個室についても詳細な斜め俯瞰図が設定されている。なお、コレサワは前述の実態について「ハーレムというよりブリーダー」と評しているほか、MKウイルスのパンデミック以前のものから換装されている保健室のベッドについても、「メイティング用ラージサイズ」と評している。さらに、プールでのメイティングシーンについては、春歌の声優を担当した道井悠曰く「衝撃すぎて『プレイの発想が斬新!!』」とアフレコ現場で話題になったという。
- 信田は、校内にて荒淫の限りを尽くすようになった翔太たちが描かれるテレビアニメ版第9話を、サブタイトル「肉の森林」の強烈さと合わせて全話数で一番過激と評しており、「ここを乗り切れば無事に地上波で最終話まで放映できるはずだ」と思いながら気合を入れて作ったという。また、お薦めのメイティングシーンとして、第8話で翔太がプールにて奈都や晶から迫られて行うメイティングシーンを挙げている。さらに、BD第3巻の発売時には「今回の収録話数（第7話 - 第9話）はどれも強烈で常に納品の際、代理店様とギリギリってどこなんだ状態だった」と明かしている。

ロスアニア
ヨーロッパ東部に存在する、2020年代に建国されたばかりの小さな公国。世界中から研究者たちを呼び寄せてのタブーなき生命科学研究では当代随一と評されており、バイオテクノロジーによるウイルス研究についても一日の長がある。
2045年時点では怜人たちへの協力を経てクロエによるMKウイルスの濡れ衣やミサイル攻撃の危機に遭うが、怜人たちの帰国後にはUW世界本部の本性が露呈したことにより、危機は回避される。
2049年現在では以前と同様に復興できているが、それゆえにMWはもとより花蓮からも科学技術研究の面で狙われているほか、クロエからも世界最高峰の科学力を持つと評されて狙われている。MWの崩壊後には、日本と科学技術研究協定を結んでいる。